# Rineloricaria kronei
Rineloricaria kronei är en fiskart som först beskrevs av Miranda Ribeiro, 1911.  Rineloricaria kronei ingår i släktet Rineloricaria och familjen Loricariidae. Inga underarter finns listade i Catalogue of Life.